# Non ti dimentico (Se non ci fossero le nuvole)
che ruba il sonno al mare

se non ci fossero le nuvole

che all'improvviso ritornano

Io ti raggiungerei

tra l'orizzonte e il cielo

per poterti dire che

non ti dimentico.»
(Parte del testo della canzone)
Non ti dimentico (Se non ci fossero le nuvole) è un brano musicale scritto da Roberto Colombo, Kaballà e Antonella Ruggiero e prodotto da Colombo per il terzo album da solista della Ruggiero, Sospesa del 1999.

## Storia del brano
Il brano è stato presentato al Festival di Sanremo, dove la cantante conquistò la seconda posizione, per il secondo anno di seguito (l'anno precedente con Amore lontanissimo).

## Tracce
1. Nonsenso – 4:30
2. Non ti dimentico (se non ci fossero le nuvole) – 4:04

## Classifiche
| Paese  | Posizione raggiunta |
| ------ | ------------------- |
| Italia | 16                  |